# Gisèle Caille
Pour les articles homonymes, voir Caille (homonymie).
Gisèle Caille puis Gisèle Brunner, née le 18 octobre 1946 à Paris, est une ancienne coureuse cycliste française, championne de France sur route en 1966, cinq fois championne de France de vitesse de 1964 à 1968, troisième au championnat du monde de vitesse en 1964. Elle fut directeur technique national de l'équipe de France féminine. Actuellement Gisèle Brunner est présidente de l'ASSA (Association solidarité sport aventure) à Sergines dans l'Yonne

## Palmarès sur route
- 1966
  -  Championne de France sur route[4]

## Palmarès sur piste

### Championnat international
- 1964
  -  Médaillée de bronze du championnat du monde de vitesse

### Championnats nationaux
- 1963
  - 2e de la vitesse
- 1964
  -  Championne de France de vitesse
- 1965
  -  Championne de France de vitesse
- 1966
  -  Championne de France de vitesse
  - 2e de la poursuite
- 1967
  -  Championne de France de vitesse
- 1968
  -  Championne de France de vitesse
- 1979
  - 2e de la vitesse